# 闫晓静

闫晓静（1978年—）是一位加拿大华人艺术家、装置艺术家、雕塑家。

## 生平
1978年出生于江苏，2000年毕业于南京艺术学院，2004年毕业于加拿大多伦多乔治布朗学院，2007年获得印第安纳宾夕法尼亚大学雕塑专业艺术硕士。曾任教于温哥华昆特兰理⼯⼤学艺术系。现任Sheridan College艺术系教学顾问。现居多伦多。
从中国移民⾄加拿⼤的经历赋予闫晓静独特的视⾓。她不仅⽤当代的、全球化的视⾓诠释⾃然与世界，同时还将许多源远流长的中国传统⽂化和习俗融⼊到个⼈创作中。观众可以从她的作品中体会到许多丢失在语⾔翻译及不同认知体系下的内容。她在国际国内举办个展群展100多场，包括苏州博物馆，加拿⼤皇家博物馆，上海爱马仕之家等。曾两次受邀为多伦多艺术博览会创作代表该博览会的主题作品；受邀为上海爱马仕之家设计制作2019年夏季艺术橱窗；受邀为多个加拿⼤政府项⽬设计制作公共雕塑。作品被海内外多个艺术机构以及私⼈收藏。
闫晓静获得各类艺术基⾦和奖项50多个，其中包括 2014 年美国印第安纳州宾⼣法尼亚⼤学授予杰出校友成就奖、2016年加拿⼤查莫斯学术奖⾦、2018年加拿⼤查莫斯专业发展奖⾦、加拿⼤艺术协会基⾦、2018 年安⼤略省美术馆协会最佳展览设计奖、安⼤略省艺术协会基⾦、多伦多艺术协会基⾦，以及北美艺术⾼校协会基⾦。

## 部分个展
- 2019 梦之秘境,[3] 爱马仕之家, 上海, 中国，及《寄梦》夏季橱窗[4] 。
- 2019 A Wanderer's Mind，[5]诺森伯兰艺术馆，加拿大科堡
- 2019 天地之间，[6]威尔弗里德·劳雷尔大学，加拿大滑铁卢市
- 2018 悬于寂静,[7]列治文美术馆，加拿大列治文市
- 2018 祥瑞，[8]苏州博物馆个展，中国江苏苏州
- 2017 谧林有灵，[9][10]Varley美术馆个展，加拿大万锦市
- 2017 山水之间，张家港博物馆，中国张家港市
- 2017 柳树之下，Katzman Contemporary，加拿大多伦多市
- 2017 悬浮/Floating，达拉谟美术馆，加拿大达拉谟市
- 2015 Hybrid Vigour，The Latcham美术馆，加拿大史托维尔市
- 2015 云胞，[11]Red Head美术馆，加拿大多伦多市
- 2015 新生-呼吸一致，[12]渥太华艺术学院奥尔良美术馆，加拿大渥太华
- 2014 红与白的旋律，[13]TRUCK Contemporary Art Gallery，加拿大卡尔加里
- 2014 Innocence & Experience[14]，Lonsdale画廊 （页面存档备份，存于），加拿大多伦多市
- 2012 掠影，[15]Red Head美术馆，加拿大多伦多市
- 2012 生命之语，Fairview Library Gallery，加拿大多伦多市
- 2011 桥，[16]Artspace 艺术空间，加拿大彼得伯勒市
- 2011新生，[17]Glenhyrst艺术馆，加拿大布朗福特市
- 2011 云的景致，托德莫登米尔斯文化博物馆
- 2011 艺术不眠之夜/Nuit Blanche （页面存档备份，存于），加拿大多伦多市
- 2010 Shells, Cocoons and Clouds[18]，IndexG Gallery，加拿大多伦多市
- 2009 悬浮/Floating，中国南京凤凰美术馆
- 2008 生命之语，Bluff Gallery，加拿大士嘉堡艺术协会
- 2006 Transmigration and Spirit，美国宾夕法尼亚印第安纳大学美术馆
- 2004 闫晓静艺术个展，美国宾夕法尼亚印第安纳大学美术馆

## 部分收藏/公共项目/特殊项目
- 2019 为上海爱马仕之家创作夏季艺术家橱窗《寄梦》(Into the Dreams)[3]
- 2019 装置作品“云的景致”被皇家安大略博物馆（ROM）收藏，永久陈列
- 2018 The House Sets the North，多伦多大学黑木美术馆，The Work of Wind: Air,Land,Sea[19]公共雕塑展，加拿大密西撒加市
- 2017 为伯灵顿市创作公众雕塑”"Dwelling"[20]
- 2017 为埃洛拉艺术中心创作15周年纪念雕塑，加拿大150周年国庆赞助项目[21]
- 2017 为加拿大格里姆斯比市创作公共雕塑“Nature's Bounty”[22]
- 2016 中国苏州金鸡湖美术馆收藏户外装置作品“月亮门”，陈列于博览中心广场[23]